# Mauricio Prieto
Mauricio Prieto Garcés (Montevideo, 26 de septiembre de 1987) es un futbolista uruguayo que actualmente se encuentra en Racing Club de Montevideo.

## Trayectoria
Comenzó su carrera en el River Plate de Uruguay donde debutó en el clausura 2006/2007 frente al Montevideo Wanderers. Desde su debut tuvo destacadas actuaciones lo que lo llevó a jugar la final del Campeonato Uruguayo frente a Peñarol la cual perdería con su equipo.
En su siguiente temporada jugaría por primera vez la Copa Sudamericana donde su equipo quedaría fuera de la competición en la ronda preliminar frente a la Universidad Católica. Las temporadas venideras también serían muy buenas destacando una semifinal de la Copa Sudamericana llegando así la oportunidad de partir al fútbol ruso, para jugar por el Kubán Krasnodar de aquel país.
Llegó al Kubán Krasnodar por cuatro años y medio debutando en un partido amistoso frente al FK Dinamo Minsk donde convertiría un gol contribuyendo a la victoria por tres a uno de su equipo. En el club europeo solo lograría jugar siete partidos por el equipo juvenil siendo desechado por el técnico de aquel momento por lo cual rescinde contrato regresando a River Plate.
Tras haber retomado su continuidad en su club formador logrando jugar veintinueve partidos y anotar un gol, ficha por el Santiago Wanderers de Chile teniendo su segunda experiencia en el extranjero. En el club porteño rápidamente se convierte en una pieza clave en la defensa salvando en primera instancia de un descenso al club y luego lo ayudaría a tener una buena campaña en su segundo torneo, tras esto, finalizó su préstamo pero rescindiría su contrato con River Plate para seguir en el cuadro caturro.
En 2016 ficha por el Club Bolívar de Bolivia donde consiguió 3 títulos nacionales y además jugar la Copa Libertadores 2019 donde es eliminado por Defensor Sporting, en la fase previa.

## Selección nacional
Fue parte de la Selección de fútbol sub-20 de Uruguay que disputó la Copa Mundial de Fútbol Sub-20 de 2007 donde jugaría dos partidos durante la primera fase del torneo. Luego fue parte de la selección Sub-22 que disputó los Juegos Panamericanos de 2011 donde obtendría la medalla de bronce.

## Estadísticas

### Clubes[4]
| River Plate · Uruguay                                                    |               |               |     |    |    |    |    |     |     |    |
| 1.ª                                                                      | 2006/07       | 11            | 0   | -- | -- | -- | -- | 11  | 0   |    |
| 1.ª                                                                      | 2007/08       | 13            | 0   | -- | -- | -- | -- | 13  | 0   |    |
| 1.ª                                                                      | 2008/09       | 24            | 2   | -- | -- | 2  | 0  | 26  | 2   |    |
| 1.ª                                                                      | 2009/10       | 22            | 2   | -- | -- | 4  | 0  | 26  | 2   |    |
| 1.ª                                                                      | 2010/11       | 18            | 0   | -- | -- | 2  | 0  | 18  | 0   |    |
| 1.ª                                                                      | 2011/12       | 29            | 1   | -- | -- | -- | -- | 29  | 1   |    |
| Total club                                                               | Total club    | 117           | 5   | -- | -- | 8  | 0  | 125 | 5   |    |
| Kubán Krasnodar · Rusia                                                  |               |               |     |    |    |    |    |     |     |    |
| 1.ª                                                                      | 2011/12       | --            | --  | -- | -- | -- | -- | --  | --  |    |
| Total club                                                               | Total club    | --            | --  | -- | -- | -- | -- | --  | --  |    |
| Santiago Wanderers · Chile                                               |               |               |     |    |    |    |    |     |     |    |
| 1.ª                                                                      | 2012-C        | 13            | 1   | 1  | 0  | -- | -- | 14  | 1   |    |
| 1.ª                                                                      | 2013-T        | 13            | 0   | -- | -- | -- | -- | 13  | 0   |    |
| 1.ª                                                                      | 2013-A        | 16            | 0   | 4  | 1  | -- | -- | 20  | 1   |    |
| 1.ª                                                                      | 2014-C        | 16            | 0   | -- | -- | -- | -- | 16  | 0   |    |
| 1.ª                                                                      | 2014-A        | 19            | 1   | 8  | 0  | -- | -- | 27  | 1   |    |
| 1.ª                                                                      | 2015-C        | 15            | 2   | -- | -- | -- | -- | 15  | 2   |    |
| 1.ª                                                                      | 2015-A        | 6             | 0   | 3  | 0  | -- | -- | 9   | 0   |    |
| 1.ª                                                                      | 2016-C        | 16            | 2   | -- | -- | -- | -- | 16  | 2   |    |
| Total club                                                               | Total club    | 114           | 6   | 16 | 1  | -- | -- | 130 | 7   |    |
| Bolivar · Bolivia                                                        | 1.ª           | 2016/17       | 21  | 1  | -- | -- | 1  | 0   | 22  | 1  |
| Bolivar · Bolivia                                                        | Total club    | Total club    | 21  | 1  | -- | -- | 1  | 0   | 22  | 1  |
| Total carrera                                                            | Total carrera | Total carrera | 252 | 12 | 16 | 1  | 9  | 0   | 277 | 13 |
| (1) Incluye datos de Copa Chile. (2) Incluye datos de Copa Sudamericana. |               |               |     |    |    |    |    |     |     |    |

### Selecciones

#### Participaciones en fases finales
| Competición                      | Categoría | Sede        | Resultado        | Partidos | Goles |
| -------------------------------- | --------- | ----------- | ---------------- | -------- | ----- |
| Mundial de Fútbol Sub-20 de 2007 | Sub-20    | Canadá      | Octavos de final | 2        | 0     |
| Juegos Panamericanos de 2011     | Sub-22    | Guadalajara | Tercer puesto    | 4        | 1     |
| Total                            | –         | –           | –                | 6        | 1     |

## Palmarés
| Competición        | Equipo       | País    | Año  |
| ------------------ | ------------ | ------- | ---- |
| Torneo Preparación | River Plate  | Uruguay | 2012 |
| Copa Integración   | River Plate  | Uruguay | 2012 |
| Torneo Apertura    | Club Bolívar | Bolivia | 2017 |
| Torneo Clausura    | Club Bolívar | Bolivia | 2017 |
| Torneo Apertura    | Club Bolívar | Bolivia | 2019 |

### Títulos internacionales
| Título                             | Club (*)                              | País    | Año  |
| ---------------------------------- | ------------------------------------- | ------- | ---- |
| Medalla de Bronce en Panamericanos | Selección de fútbol sub-22 de Uruguay | Uruguay | 2011 |

- (*) Incluyendo la selección